# Ангел (сезон 5)
«Ангел» (англ. Angel) — американский телесериал, спин-офф телесериала «Баффи — истребительница вампиров».

## Сюжет
Кто бы мог подумать — теперь Ангел исполняет обязанности президента лос-анджелесского филиала межпространственной адвокатской конторы «Вольфрам и Харт». Ганн руководит юридическим отделом компании, Фред заведует лабораторией, Уэсли всего себя посвящает отделу по пророчествам и демоническим языкам, Лорн занимается связями с общественностью, Корди всё ещё в коме, а в секретаршах у Ангела теперь Хармони. Что-то неладно в Датском королевстве! На горизонте появляется Спайк, который как раз почил с миром в «Баффи» — сначала он привидение, затем обретает материальную форму и помогает Ангелу бороться со злом изнутри этого самого зла, прекрасно понимая, какое разрушительное действие оказывает на Ангела и команду работа в «Вольфрам и Харт». Теперь они одни, никто им не доверяет, ни Джайлс и совет, ни истребительницы; всем кажется это плохой идеей — разрушить зверя изнутри. Также появляется Ева — посредник между Старшими партнёрами и командой Ангела, позднее её пост займет Хамильтон. В город возвращается Линдсей МакДональд, который называет себя Дойлом и говорит, что у него видения для Спайка от Сил Всего Сущего. Корди передает Ангелу свои силы «видения» и умирает, а Ангел ускоряет Апокалипсис, параллельно теряя Фред, тело которой присвоила себе бывшая богиня Иллирия, которая постепенно становится частью команды. В последних моментах лучшего, по мнению критиков и зрителей, сезона «Энжела» мы видим команду Ангела в переулке за зданием «Гипериона», на них надвигается армия демонов, льёт проливной дождь, а Ангел даёт команду браться за работу.

## В ролях

### Основной состав
- Дэвид Бореаназ — Ангел
- Джеймс Марстерс — Спайк
- Джей Огуст Ричардс — Чарльз Ганн
- Эми Эккер — Фред / Иллирия
- Энди Холлет — Лорн
- Мерседес МакНаб — Хармони Кендалл
- Алексис Денисоф — Уэсли Вендом-Прайс

### Второстепенный состав
- Сара Томпсон — Ева
- Кристиан Кейн — Линдсей Макдональд
- Джонатан М. Вудвард — Нокс
- Адам Болдуин — Маркус Гамильтон
- Денис Кристофер — Сайвус Вэйл
- Винсент Карчайзер — Коннор
- Джульет Ландау — Друссилла
- Том Ленк — Эндрю Уэллс
- Джули Бенц — Дарла
- Лиланжд Крук — Арчдюк Себассис
- Каризма Карпентер — Корделия Чейз

## Эпизоды
| № общий | № в сезоне | Название                                                                            | Режиссёр          | Автор сценария                                            | Дата премьеры   | Произв. код | Зрители в США (млн) |
| --- | ---------- | ----------------------------------------------------------------------------------- | ----------------- | --------------------------------------------------------- | --------------- | ----------- | ------------------- |
| 89 | 1          | «Conviction» «Приговор»                                                             | Джосс Уидон       | Джосс Уидон                                               | 1 октября 2003  | 5ADH01      | 5.2                 |
| Ангел и команда берутся за работу. В компании появляется Ева, которая является посредником между старшими партнёрами и Ангелом, она объясняет команде, что и как работает. И вот первое дело: Корбен Фрайз, сутенер с 20-летним стажем, если "Вольфрам и Харт" не отмажет его, он взорвет бомбу. Обязанности распределены, и вот первые результаты: Фрайз сделал бомбу из сына, заразив его вирусом. Спецотряд отправляется в школу за мальчиком, чтобы доказать Ангелу, кто главный. Мальчик спасен, а отряд нападает на Ангела. Лоран и Уэсли испытывают шок, увидев в суде Ганна. Ангел получает кулон с сюрпризом. |            |                                                                                     |                   |                                                           |                 |             |                     |
| 90 | 2          | «Just Rewards» «Только награды»                                                     | Джеймс А. Контнер | Сюжет: Дэвид Фьюри Телесценарий: Дэвид Фьюри и Бен Эдлунд | 8 октября 2003  | 5ADH02      | 5.2                 |
| В офисе появляется Спайк в виде призрака и тут же спрашивает, где Баффи. Фред, обследуя Спайка, не может точно сказать, что он за существо. Спайк и Ангел постоянно спорят между собой, кто больше достоин быть здесь. Ангел закрывает новый отдел, который поставляет некроманту Магнусу Хейнцли трупы, что очень разозлило Хейнцли. Он предлагает Спайку сделку. Фред, приходя на работу, застает там Спайка, который говорит, что не хочет уходить и делится с ней тем, что происходит, когда он пропадает. |            |                                                                                     |                   |                                                           |                 |             |                     |
| 91 | 3          | «Unleashed» «Необузданная»                                                          | Марита Грабиак    | Сара Фэин и Элизабет Крафт                                | 15 октября 2003 | 5ADH03      | 5.0                 |
| Чтобы не быть подслушанными, Ангел устраивает собрания вне офиса, пытаясь понять, что нужно от них старшим партнёрам. Во время собрания Ангел слышит, как на девушку напал оборотень. Он убивает оборотня, но не успевает за девушкой. Команда берется за дело, чтобы не допустить превращения девушки в оборотня. Спайк просит Фред помочь ему и говорит, что у него мало времени. Ангел находит девушку как раз в то время, когда она превращается. Нина в шоке от того, что с ней теперь происходит. |            |                                                                                     |                   |                                                           |                 |             |                     |
| 92 | 4          | «Hell Bound» «Адское место»                                                         | Стивен С. Денайт  | Стивен С. Денайт                                          | 22 октября 2003 | 5ADH04      | 4.7                 |
| Фред говорит Спайку, что она почти решила задачку, как сделать его реальным. Спайк все чаще видит призраков, которые приходят к нему и предупреждают об опасности. Ева, пытаясь помочь, приводит медиума, но она погибает. Позже выясняется, что "Вольфрам и Харт" построен на костях сумасшедшего доктора Потрошителя. Пока все ищут выход, Спайка мучает Потрошитель. Фред находит решение, но все идет не так, как было задумано. Спайк жертвует собой ради спасения Фред. |            |                                                                                     |                   |                                                           |                 |             |                     |
| 93 | 5          | «Life of the Party» «Душа компании»                                                 | Билл Л. Нортон    | Бен Эдлунд                                                | 29 октября 2003 | 5ADH05      | 4.7                 |
| Лорн устраивает грандиозную вечеринку в "Вольфрам и Харт" на Хэллоуин. Но все не в восторге от неё. Однако всем, даже Ангелу, придётся согласиться, что эта вечеринка нужна, чтобы не растерять клиентов. На вечеринке выясняется, что все делают то, что им говорит Лорн. Пытаясь исправить это, все понимают, что Лорн не спал уже месяц и это взаимосвязано. Вечеринка в самом разгаре, появляется принц Себасис и антипод Лорна. |            |                                                                                     |                   |                                                           |                 |             |                     |
| 94 | 6          | «The Cautionary Tale of Numero Cinco» «Поучительная история о Великолепной Пятёрке» | Джеффри Белл      | Джеффри Белл                                              | 5 ноября 2003   | 5ADH06      | 4.0                 |
| В офис проникает человек, который одевается почтальоном и нападает на Ангела. А Уэсли рассказывает о трёх странных смертях, и Ганн, Уэсли, Спайк и Ангел отправляются на мессу. Там они находят демона, который вырезает ещё бьющиеся сердца из груди. Во время боя он исчезает. Выясняется что этот демон уже появлялся 50 лет назад и тогда его убили 5 братьев, из которых уцелел только один. Ангел отправляется к выжившему на помощь и застает там почтальона, который набрасывается на него. Друзья узнают, что демон охотится за медальоном бога Солнца Ра.                                                    |            |                                                                                     |                   |                                                           |                 |             |                     |
| 95 | 7          | «Lineage» «Происхождение»                                                           | Джефферсон Кибби  | Дрю Годдард                                               | 12 ноября 2003  | 5ADH07      | 4.8                 |
| Уэсли берет с собой на задание Фред, и её там ранят. Ангел устраивает ему взбучку. К Уэсли приезжает отец, что очень сильно влияет на нервную систему Уэсли. Выясняется, что киборг, убитый во время миссии, является воином отряда, который борется со злом. Во время нападения отряда киборгов отец Уэсли нападает на него и похищает жезл, который забирает волю. Он хочет похитить Ангела, считая его злом. Уэсли спасает его и Фред, сделав очень трудный выбор. |            |                                                                                     |                   |                                                           |                 |             |                     |
| 96 | 8          | «Destiny» «Судьба»                                                                  | Скип Скулник      | Дэвид Фьюри и Стивен С. Денайт                            | 19 ноября 2003  | 5ADH08      | 4.0                 |
| Спайку приходит посылка, при открытии которой он от вспышки обретает телесность. В это же время в "Вольфрам и Харт" вырубает все системы. Ева говорит, что это предвестник и что теперь нарушен баланс. В пророчестве Шаншу говорится, что вампир с душой спасет мир. Ангел и Спайк не могут договориться, кто из них избран: каждый тянет одеяло на себя, все усложняется прошлыми баталиями. В офисе продолжаются массовые сумасшествия, Фред пытается разобраться. Чаша оказывается фальшивкой, Сирк сбежал. Ангел сомневается в том, что он избранный. А Ева не так проста, как кажется...                         |            |                                                                                     |                   |                                                           |                 |             |                     |
| 97 | 9          | «Harm's Way» «Путь гармонии»                                                        | Верн Гиллам]      | Элизабет Крафт и Сара Фэин                                | 14 января 2004  | 5ADH09      | 3.8                 |
| У Хармани кризис, с ней никто не общается. Фред предлагает ей помощь и идет с ней в кафе, где она знакомится с парнем, он предлагает ей выпить и, очнувшись утром, Хармони застает его у себя в постели с укусом на шее. А "Вольфрам и Харт" пытается помирить два клана, посредником которых оказывается парень с которым очнулась Хармони. Она понимает, что её подставили и пытается все выяснить, тем самым спасая саммит. А Спайк возвращается, отказавшись от поисков Баффи. |            |                                                                                     |                   |                                                           |                 |             |                     |
| 98 | 10         | «Soul Purpose» «Предназначение души»                                                | Дэвид Борианаз    | Брент Флетчер                                             | 21 января 2004  | 5ADH10      | 3.3                 |
| Спайк в баре встречает Линдсея МакДональда, который говорит, что он друг и представляется ему как Дойл. И Спайк начинает спасать людей из видений Линдсея, как это раньше делал Ангел и его команда. Ангелу снятся кошмары и приходят видения о том, как его убивают и говорят, что он больше не нужен. Видения все больше и больше мучают Ангела, он путает реальность и галлюцинации. Спайк спасает его после видений Дойла. |            |                                                                                     |                   |                                                           |                 |             |                     |
| 99 | 11         | «Damage» «Травма»                                                                   | Джефферсон Кибби  | Стивен С. Денайт и Дрю Годдард                            | 28 января 2004  | 5ADH11      | 4.3                 |
| В больнице вырывается на свободу девушка с большой физической силой. Ангел и Спайк приходят на место происшествия вместе. Ангел, смотря записи наблюдений за девушкой, понимает, что она охотница на вампиров, и просит Уэса прислать ему группу захвата, чтобы захватить её. В офис "Вольфрам и Харт" приезжает специалист по истребительницам Эндрю и рассказывает о том, что из-за колдовства Уиллоу она стала истребительницей. Ангел ищет того, кто убил семью Данны и мучил её. Эндрю забирает Данну и говорит Ангелу, что ему больше не доверяют, т. к. он работает на "Вольфрам и Харт".                       |            |                                                                                     |                   |                                                           |                 |             |                     |
| 100 | 12         | «You're Welcome» «Не стоит благодарности»                                           | Дэвид Фьюри       | Дэвид Фьюри                                               | 4 февраля 2004  | 5ADH12      | 3.9                 |
| Ангел понимает, что эта работа меняет их. В больнице приходит в себя Корделия, ей было видение о том, что Ангелу угрожает опасность. Ева сообщает об этом Линдсею. Корделия в шоке от того, что теперь происходит и говорит, что они заключили сделку с дьяволом. Линдсей пробирается в здание и активирует бомбу для убийства Ангела. Друзья высчитывают все, надавив на Еву, и пытаются остановить МакДональда. Ангелу сообщают, что Корделия умерла. |            |                                                                                     |                   |                                                           |                 |             |                     |
| 101 | 13         | «Why We Fight» «Почему мы сражаемся»                                                | Терренс О’Хара    | Дрю Годдард и Стивен С. Денайт                            | 11 февраля 2004 | 5ADH13      | 3.6                 |
| Ангелу приходится встретиться с Лоусеном, парнем с подлодки из прошлого. Он берет в заложники Уэсли, Фред и Ганна. Ангел обратил Лоусена в вампира, после того как его убили, чтобы спасти команду подлодки. |            |                                                                                     |                   |                                                           |                 |             |                     |
| 102 | 14         | «Smile Time» «Время для улыбки»                                                     | Бен Эдлунд        | Сюжет: Джосс Уидон и Бен Эдлунд Телесценарий: Бен Эдлунд  | 18 февраля 2004 | 5ADH14      | 4.1                 |
| В городе детская эпидемия с замороженными мышцами лица. Все твердят Ангелу, что Нина в него влюблена. Ангел берется за дело, и в результате становится куклой. В образе куклы все смеются над ним. Он идет к Нине и она чуть не растерзала его. Он в очень плохом состоянии добирается до верхнего этажа, где его находит Лорн. А Ганн тем временем понимает, что стал забывать многие вещи и теряет свои навыки. Он идет к врачу и тот предлагает ему сделку. Уэсли и Фред понимают, как Франкин превращает детей, а Ганн находит контракт, который заключили куклы.                                                  |            |                                                                                     |                   |                                                           |                 |             |                     |
| 103 | 15         | «A Hole in the World» «Дыра в мире»                                                 | Джосс Уидон       | Джосс Уидон                                               | 25 февраля 2004 | 5ADH15      | 3.9                 |
| У Уэсли и Фред начинают завязываться отношения. Фред приходит странная посылка. Ангел со Спайком постоянно ссорятся и Ангел предлагает ему переехать в другой офис, подальше от него. Фред падает в обморок; врачи говорят, что её внутренности превращаются в жижу. Все бросаются на помощь и выясняют, что это древнейшая магия, тело собирается присвоить себе богиня Иллирия. Ганн узнает, что его обманули и он причастен к тому, что происходит с Фред. Ангел должен сделать выбор: спасти ли Фред, убив при этом сотни душ?                                                                                     |            |                                                                                     |                   |                                                           |                 |             |                     |
| 104 | 16         | «Shells» «Оболочки»                                                                 | Стивен С. Денайт  | Стивен С. Денайт                                          | 3 марта 2004    | 5ADH16      | N/A                 |
| Фред умирает, в её теле теперь Иллирия — великая царица и воительница демонских веков. Она приходит в "Вольфрам и Харт" и забирает Нокса. Уэсли и Хармони находят телефон Нокса и вычисляют его сообщника. Там Уэс встречает Ганна и узнает о том, что он косвенно причастен к смерти Фред. Ангел рассказывает Уэсли, что он тоже мог спасти её, пожертвовав множеством жизней. Иллирия пытается воскресить свою армию и захватить мир, но после неудачной попытки она приходит за помощью к Уэсли. |            |                                                                                     |                   |                                                           |                 |             |                     |
| 105 | 17         | «Underneath» «Под покровом тайны»                                                   | Скип Скулник      | Элизабет Крафт и Сара Фэин                                | 14 апреля 2004  | 5ADH17      | N/A                 |
| Скорбь по Фред продолжается. Ангел решает спасти Еву, и идет за консультацией к Ганну. Ева говорит, что она мало что знала, а кто и знал про старших партнёров — так это Линдсей МакДональд. Ангел, Ганн и Спайк пытаются отыскать Линдсея. Они находят его, но не могут выбраться из другого измерения; Ганну пришлось пожертвовать собой ради спасения Ангела и остальных. Уэс помогает Иллирии адаптироваться в мире. Линдсей говорит, что Ангел приближает апокалипсис. |            |                                                                                     |                   |                                                           |                 |             |                     |
| 106 | 18         | «Origin» «Исток»                                                                    | Терренс О’Хара    | Дрю Годдард                                               | 21 апреля 2004  | 5ADH18      | N/A                 |
| Ангел говорит, что им надо обучить и проверить Иллирию. В "Вольфрам и Харт" появляется Коннор. Его родители обеспокоены его силой. Ангел обвиняет "Вольфрам и Харт" в несоблюдении договора, связной говорит, что они ни при чём, но и что это не случайность. Когда на Коннора нападают, Ангел и его люди выходят на колдуна Сайруса Вейла, который и создал мир, в котором живёт Коннор. Уэс догадывается о том, что связывает Ангела и Коннора. Колдун просит у Ангела убить демона Сааджана, но убить его должен Коннор.                                                                                           |            |                                                                                     |                   |                                                           |                 |             |                     |
| 107 | 19         | «Time Bomb» «Бомба с часовым механизмом»                                            | Верн Гиллам       | Бен Эдлунд                                                | 28 апреля 2004  | 5ADH19      | N/A                 |
| Иллирия спасает Ганна, взамен на услугу от Уэса. Спайк продолжает тренировать Иллирию. Связной предлагает Ангелу новый договор. В офисе появляется беременная женщина, которая говорит, что носит святого ребёнка. Кто-то искажает время и Иллирия мечется во временных отрезках, и когда Ангел с друзьями пытаются её остановить, она их убивает. Однако Ангелу удается вернуться назад во времени и предотвратить это. |            |                                                                                     |                   |                                                           |                 |             |                     |
| 108 | 20         | «The Girl in Question» «Страсти вокруг девушки»                                     | Дэвид Гринуолт    | Стивен С. Денайт и Дрю Годдард                            | 5 мая 2004      | 5ADH20      | N/A                 |
| Ангел выясняет, что Баффи видели рядом с бессмертным и он отправляется в Италию ей на выручку, попутно — чтобы забрать тело крестного отца семьи демонов. Иллирия страдает из-за того, что у неё пропала основная часть силы. В офисе появляются Беркли, родители Унифред. Иллирия притворяется Фред. Тем временем Ангел и Спайк опять ссорятся и теряют голову (в прямом и переносном смысле) из-за Баффи. |            |                                                                                     |                   |                                                           |                 |             |                     |
| 109 | 21         | «Power Play» «Силовая игра»                                                         | Джеймс А. Контнер | Дэвид Фьюри                                               | 12 мая 2004     | 5ADH21      | N/A                 |
| Ангел становится очень жестоким. Во время охоты со Спайком Иллирия говорит, что Ангел извращен изнутри. Все друзья замечают, что с Ангелом не все в порядке. К друзьям приходит Дроджен и рассказывает, что Ангел пытался убить его, чтобы скрыть свою причастность к исчезновению гроба Иллирии из колодца. Друзья нападают на Ангела, и он раскрывает им свою игру, которая начата 2 месяца назад. Он делал вид, что поддался злу, чтобы стать членом тайного общества демонов и колдунов под названием Терновник.                                                                                                   |            |                                                                                     |                   |                                                           |                 |             |                     |
| 110 | 22         | «Not Fade Away» «Не исчезать»                                                       | Джеффри Белл      | Джеффри Белл и Джосс Уидон                                | 19 мая 2004     | 5ADH22      | N/A                 |
| Ангел рассказывает друзьям, какую игру он вел все это время, после того как два месяца назад Корделия передала свои силы ясновидения Ангелу. Чтобы доказать свою преданность Терновнику, Ангел отказывается от пророчества, которое сделает его человеком. Затем говорит друзьям, чтобы они провели этот день, отдыхая так, как они захотят. Ангел дает задание каждому из своей команды. После того как задания выполнены, оставшиеся в живых снова бросаются в бой. |            |                                                                                     |                   |                                                           |                 |             |                     |